# チアルーガ!
「チアルーガ!」は、野中藍の4作目のシングル。、2007年8月8日にスターチャイルドからリリースされた。（発売元・販売元はキングレコード）

## 概要
- 野中藍の2007年3ヶ月連続リリースの第1弾シングル。
- 「チアルーガ!」は、ラップを取り入れたポップス系応援歌で、野中曰く「元気いっぱいなエレクトロポップ」とのこと。なお、タイトルの「チアルーガ」は「チアガール（Cheer Girl）」のもじりと思われる。
- カップリングには、『魔法先生ネギま!』シリーズで近衛木乃香として参加した「ハッピー☆マテリアル」の野中藍バージョンが収録されている。
- 付属DVDはタイトル曲「チアルーガ!」のミュージッククリップが収録されている。なお、映像の中で野中藍が製作しているケーキの名前は「あい（藍と愛）のサバンナ」とのこと。

## 収録内容
CD
1. チアルーガ! [4:25]
作詞：村野直球、作曲・編曲：橋本由香利
ラジオ関西『野中藍　ラリルれ、サタデーナイト。』オープニングテーマ
2. ハッピー☆マテリアル（aipon type） [3:42]
作詞：うらん、作曲：大川茂伸、編曲：大久保薫
3. チアルーガ!（off vocal ver.）
4. ハッピー☆マテリアル（off vocal ver.）

DVD（初回盤のみ）
チアルーガ! Music Clip

## 収録アルバム
『ナミダノキセキ』（#7）